# Sato Yuki
Yuki Sato (佐藤 悠希 Satō Yūki, sinh ngày 13 tháng 2 năm 1988) là một cầu thủ bóng đá người Nhật Bản thi đấu cho Nagano Parceiro.

## Thống kê câu lạc bộ
Cập nhật đến ngày 23 tháng 2 năm 2018.
| Thành tích câu lạc bộ | Thành tích câu lạc bộ | Thành tích câu lạc bộ | Giải vô địch | Giải vô địch | Cúp                   | Cúp                   | Khác    | Khác      | Tổng cộng | Tổng cộng |
| Mùa giải              | Câu lạc bộ            | Giải vô địch          | Số trận      | Bàn thắng    | Số trận               | Bàn thắng             | Số trận | Bàn thắng | Số trận   | Bàn thắng |
| Nhật Bản              | Nhật Bản              | Nhật Bản              | Giải vô địch | Giải vô địch | Cúp Hoàng đế Nhật Bản | Cúp Hoàng đế Nhật Bản | Khác1   | Khác1     | Tổng cộng | Tổng cộng |
| --------------------- | --------------------- | --------------------- | ------------ | ------------ | --------------------- | --------------------- | ------- | --------- | --------- | --------- |
| 2010                  | JEF Dự bị             | JFL                   | 24           | 2            | -                     | -                     | -       | -         | 24        | 2         |
| 2011                  | JEF Dự bị             | JFL                   | 22           | 8            | -                     | -                     | -       | -         | 22        | 8         |
| 2012                  | Nagano Parceiro       | JFL                   | 28           | 2            | 3                     | 0                     | -       | -         | 31        | 2         |
| 2013                  | Nagano Parceiro       | JFL                   | 32           | 8            | 3                     | 1                     | -       | -         | 35        | 9         |
| 2014                  | Nagano Parceiro       | J3 League             | 33           | 9            | 2                     | 0                     | 2       | 0         | 37        | 9         |
| 2015                  | Nagano Parceiro       | J3 League             | 36           | 12           | 1                     | 0                     | -       | -         | 37        | 12        |
| 2016                  | Nagano Parceiro       | J3 League             | 30           | 7            | 2                     | 0                     | -       | -         | 32        | 7         |
| 2017                  | Nagano Parceiro       | J3 League             | 29           | 2            | 3                     | 1                     | -       | -         | 32        | 3         |
| Tổng                  | Tổng                  | Tổng                  | 234          | 50           | 14                    | 2                     | 2       | 0         | 250       | 52        |

1Bao gồm Promotion Playoffs to J2.